# Chi Dây gối
Chi Dây gối (danh pháp khoa học: Celastrus) là một chi của khoảng 30 loài cây bụi và dây leo. Các loài này phân bố rộng khắp trong khu vực Đông Á, miền Australasia, châu Phi và châu Mỹ. 

## Đặc điểm

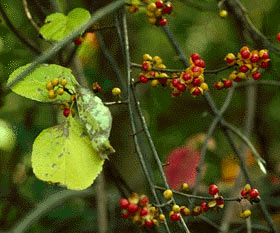
Dây gối tròn (Celastrus orbiculatus)

Các loài này có lá đơn, hình trứng, mọc so le, thông thường dài khoảng 5–20 cm (2-8 inch). Hoa nhỏ, màu trắng, hồng hay hơi lục, mọc thành chùy hoa dài; quả là loại quả mọng màu đỏ, ba mảnh vỏ. Quả của chúng là thức ăn của một số loài chim ăn quả, nhờ cách đó hạt được phát tán theo phân chim. Tất cả các phần của cây đều có khả năng gây ngộ độc cho con người nếu ăn phải do có chứa các ancaloit như (−)-2α-(2′-pyrrolyl)-4α-methoxycacbonyl-1,3-oxazacyclohexan, 2α-(2′-pyrroly1)-4α-methoxycacbonyl-5β-[(2″-methyl)-hepty1]-1,3-oxazacyclohexan hay 3-oxo-4-benzyl-3, 4-dihydro-1H-pyrrolo [2, 1-c] oxazin-6-methylal. Tại Việt Nam có 8 loài.

## Một số loài
- Celastrus angulatus Maxim. - Khổ bì đằng, dây gối Trung Hoa
- Celastrus australis  - Dây gối Australia
- Celastrus dispermus  - Orange Boxwood
- Celastrus flagellaris Rupr.: Nam xà đằng bao hoa nhọn
- Celastrus gemmatus Loes.: Dây gối chồi, gối chồi, sương hồng đằng, dây gối Vân Nam, ca lan diệp.
- Celastrus hindsii Benth.: Dây gối Ấn Độ, dây gối bắc, dây gối quả nâu, thanh giang đằng
- Celastrus hypoleucus Oliver: Phấn bối nam xà đằng
- Celastrus monospermus Roxb.: Dây gối một hạt, gối một hạt
- Celastrus orbiculatus Thunb. - Dây gối tròn, gối tròn, dây gối phương đông, nam xà đằng
- Celastrus paniculatus Willd. - Dây gối, săng máu, đăng du đằng
- Celastrus punctatus Thunb.
- Celastrus pyracanthus L. - Dây gối Nam Phi
- Celastrus rosthornianus Loes.: Nam xà đằng cành ngắn
- Celastrus scandens L. - Dây gối Mỹ
- Celastrus stylosus Wall.
- Celastrus vaniotii (H.Lév.) Rehder[4]

## Hình ảnh

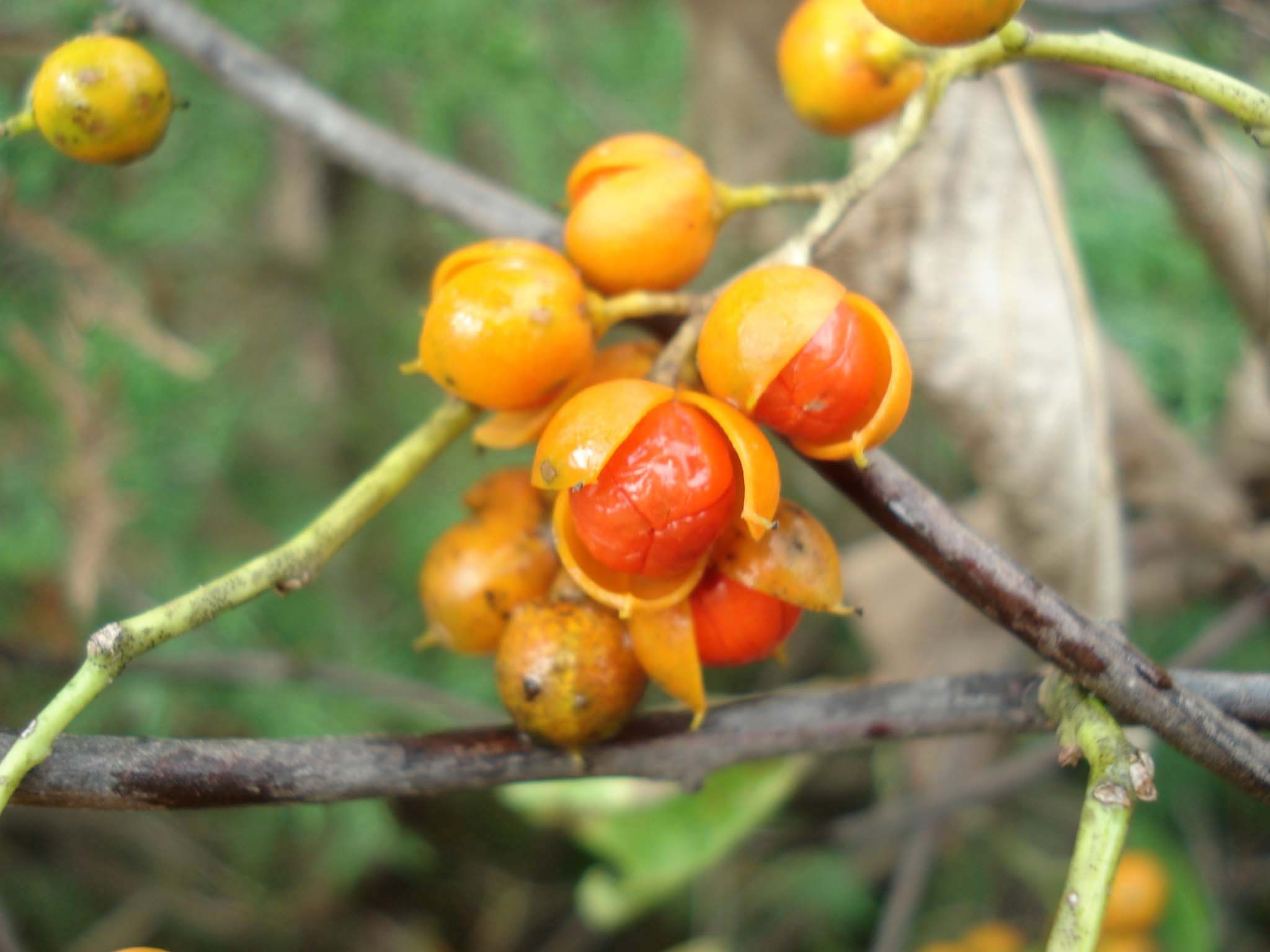
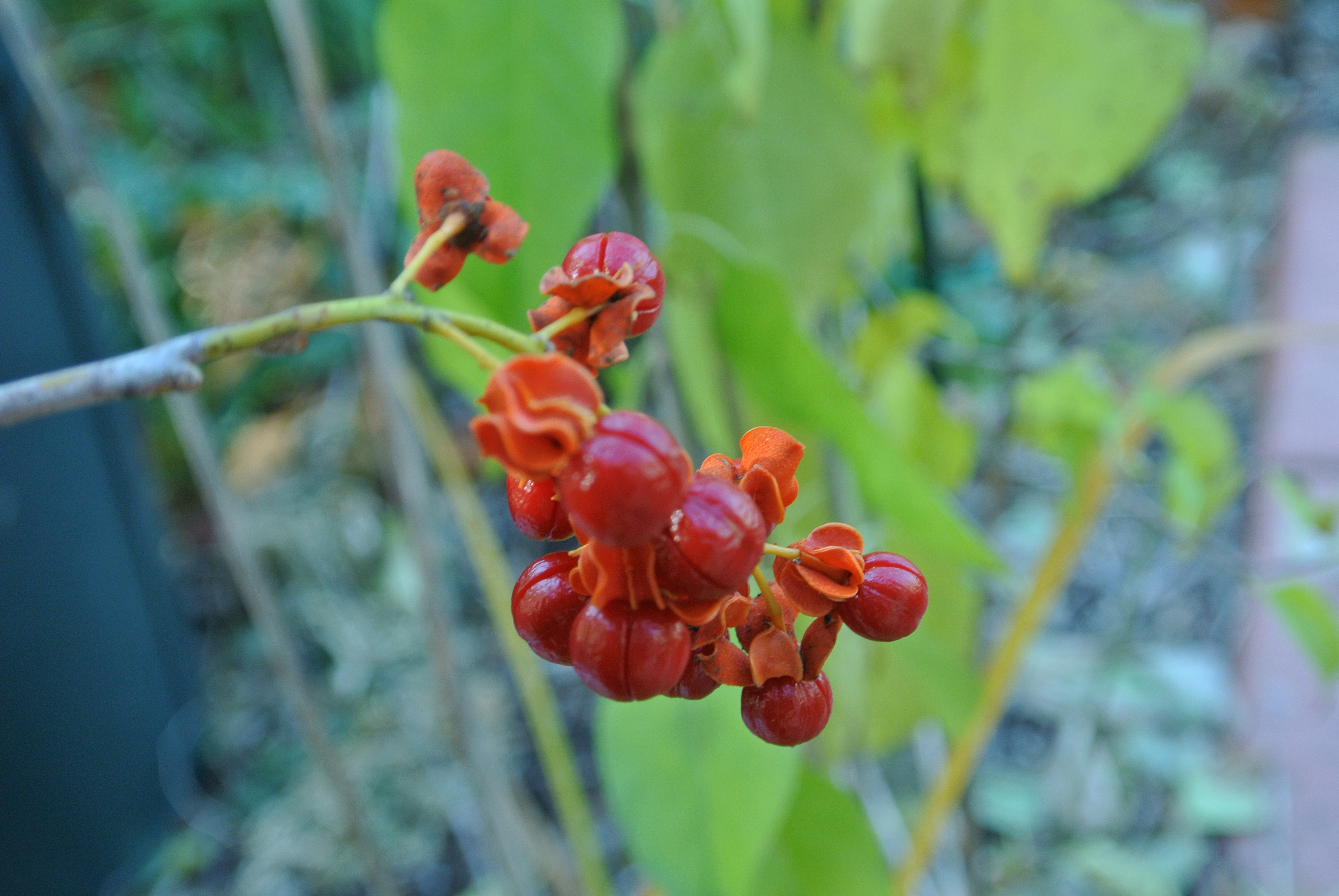
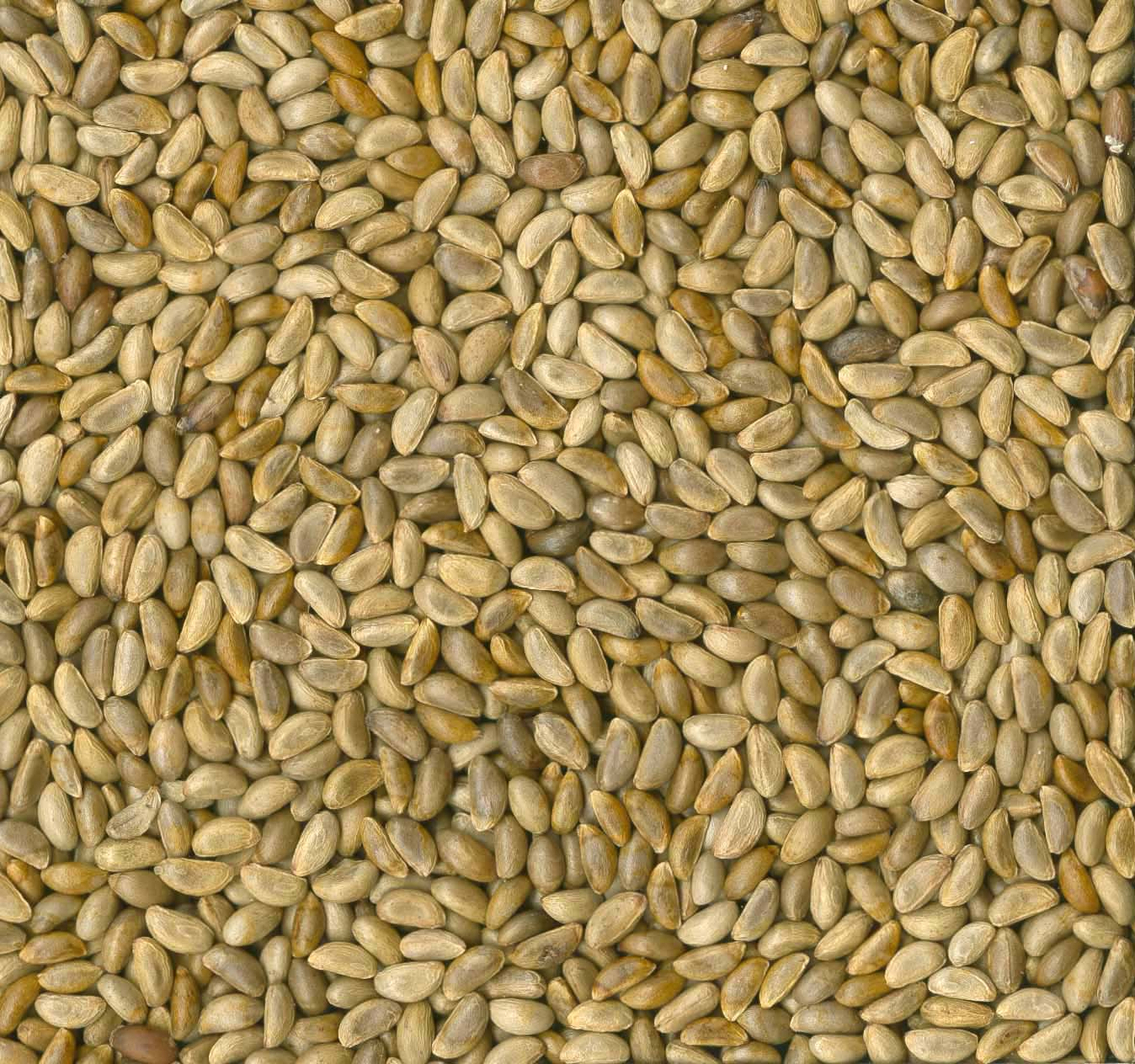